# دانيال كاريلو
دانيال كاريلو (بالإسبانية: Daniel Carrillo) هو لاعب كرة قدم فنزويلي في مركز الدفاع، ولد في 2 ديسمبر 1995 في باركيسيميتو في فنزويلا. لعب مع ديبورتيفو لارا.

## وصلات خارجية
- دانيال كاريلو على موقع قاعدة بيانات كرة القدم.إي يو (الإنجليزية)
- دانيال كاريلو على موقع ناشيونال فوتبول تيمز (الإنجليزية)
- دانيال كاريلو على موقع Soccerway.com (الإنجليزية)
- دانيال كاريلو على موقع AS.com (الإسبانية)